# Vilaür
Vilaür település Spanyolországban, Girona tartományban. Vilaür Garrigàs, Sant Mori, Saus és Bàscara községekkel határos. Lakosainak száma 170 fő (2024).

## Népesség
A település népessége az elmúlt években az alábbi módon változott:
| Lakosok száma | 144  | 265  | 201  | 156  | 105  | 136  | 140  | 153  | 157  | 170  |
|               | 1717 | 1887 | 1936 | 1960 | 1986 | 2004 | 2009 | 2014 | 2019 | 2024 |